# World Medical Association
World Medical Association är en internationell läkarorganisation som grundades 1947.
World Medical Association har medlemsorganisationer från 114 olika länder vilka tillsammans representerar över 10 miljoner läkare. (2024)